# برنار آلان
برنار آلان (فرانسوی: Bernard Alane‎ با نام اصلی برنار نوئل وِتِل (Bernard Noël Vetel)؛ زادهٔ ۲۵ دسامبر ۱۹۴۸) بازیگر و خواننده اهل فرانسه است.
از فیلم‌ها یا برنامه‌های تلویزیونی که وی در آن نقش داشته‌است، می‌توان به دراکولای پدر و پسر، آرتور و انتقام مالتازارد، بازی شام، ویولت نوزیر، شارل کبیر و بخوان لبانم را اشاره کرد.